# Aniela Aszpergerowa

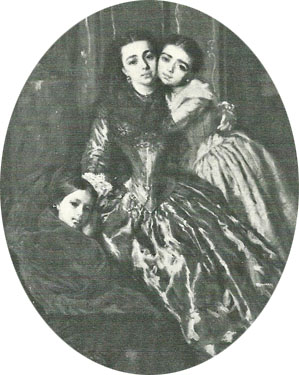
Aszpergerowa và hai cô con gái, ca. 1850

Leontyna Aniela Aszpergerowa (29 tháng 11 năm 1815 - 28 tháng 1 năm 1902), được biết đến với tên nghệ sĩ là Aniela Aszpergerowa, là một nữ diễn viên sân khấu người Ba Lan, người đã đạt được danh tiếng rộng rãi ở Ba Lan và ở Đại công quốc Lietuva. Bà cũng đã tham gia cuộc Khởi nghĩa Tháng Giêng chống lại Đế quốc Nga vào năm 1863 và bị đưa vào tù. Chắt của bà là John Gielgud.

## Sự nghiệp
Aszpergerowa sinh ra ở Warsaw, là con gái của Maria Wasińska và Stefan Kamiński đến từ Bolimów. Bà bắt đầu sự nghiệp của mình tại Ban giám đốc nhà hát Warsaw vào năm 1835 trong bộ phim hài  Zazdrośni w miłości (Ghen tuông trong tình yêu) . Một năm sau, bà xuất hiện trên sân khấu Vilnius. Sau đó, bà làm việc tại Minsk, Litva, nơi bà kết hôn với nam diễn viên Wojciech Aszperger. Khoảng năm 1840, họ chuyển đến Warsaw và không lâu sau đó đến Lviv, nơi bà trở thành ngôi sao. Bà trở thành một trong những nữ diễn viên nổi tiếng nhất trong thời đại của mình ở Ba Lan và ở Đại công quốc Lietuva trước đây, và đặc biệt gắn bó với nhà hát ở Lviv, nơi bà đã hoạt động trong hơn nửa thế kỷ.
Bà xuất hiện tại Nhà hát kịch Skarbkowskiego trong buổi khai trương (1842) ở phần của Angeles trong vở  Lời thề thiếu nữ  của Aleksander Fredro. Trong buổi giới thiệu cuối cùng của nó tại nhà hát vào năm 1900, bà tham gia với tư cách là khách mời danh dự. Sau một vài năm ở Lviv, Aszpergerowa ly thân với chồng, bà trở về Warsaw. Bà là một diễn viên đa năng, người đã xuất hiện tại nhiều rạp hát và sân khấu nước ngoài, bao gồm cả ở Berlin, Vienna và London. Bà được mô tả là sành điệu, "duyên dáng và thanh lịch". Các tiết mục của bà bao gồm các vai bi kịch, hài kịch và các vở kịch đương đại. Bà đã đóng trong các bộ phim truyền hình William Shakespeare (Ophelia trong  Hamlet ; Mary Stuart; Lady Macbeth), Juliusz Słowacki (Balladyna), và Fredro (Angela; và Klara trong  Ślubach panieńskich ). Tiết mục của bà tập trung nhiều hơn vào lĩnh vực bi kịch trong nhiều năm, và bà tiếp tục diễn cho đến năm 1896. Nữ diễn viên Helena Modrzejewska đã ghi nhận bà là một người cố vấn quan trọng.

## Hoạt động chính trị
Aszpergerowa tham gia vào công việc chính trị và phong trào đấu tranh vì quyền phụ nữ. Bà tham gia cuộc Khởi nghĩa Tháng Giêng chống lại Đế quốc Nga vào năm 1863; bà bị bắt năm 1884 và bị kết án một năm tù vì ủng hộ nền độc lập của Ba Lan. Sau khi được trả tự do, bà sống một thời gian ở Kraków và bà trở lại đó sau khi nghỉ hưu.

## Gia đình và cuối đời
Aszpergerowa là bà cố của John Gielgud. Ông mô tả bà là "nữ diễn viên Shakespeare vĩ đại nhất ở Litva". Chồng bà, Wojciech, cũng là một diễn viên chính nổi tiếng. Họ có hai cô con gái, Waleria (Valerie) và Aniela Leontyna, người sau kết hôn với Adam Gielgud,, người được sinh ra trên biển trong chuyến bay của cha mẹ anh từ Ba Lan sau thất bại chống lại sự cai trị Nga vào năm 1830. Con trai Frank của họ kết hôn với con gái của Kate Terry, Kate Terry-Lewis.
Bà qua đời ở tuổi 85 và đám tang của bà có rất đông người tham dự.

## Liên kết bên ngoài
- Polish article about Aszpergerowa with photos (2011)